# Batushka
Batushka (estilizado en alfabeto cirílico como БАТЮШКА) es una banda musical polaca de black/doom anónima formada por Krzysztof Drabikowski. Su música y letras, que están escritas exclusivamente en el antiguo idioma eslavo eclesiástico, están inspiradas en la divina liturgia de la Iglesia ortodoxa autocéfala de Polonia. Los miembros de la banda usan uniformes y simbología propia del catolicismo ortodoxo durante las presentaciones en vivo para ocultar sus identidades. Además, a diferencia de muchas otras bandas de black metal, utilizan guitarras de ocho cuerdas.
Una pelea entre Drabikowski y el vocalista Bartłomiej Krysiuk en 2018 llevó a Krysiuk a comenzar su propia versión de Batushka, que ha lanzado sus propias grabaciones y se presenta por separado de la banda original. Drabikowski protestó por la medida y no considera legítima la banda de Krysiuk. En 2024, en un fallo de primera instancia, los tribunales de Polonia fallaron a favor de Drabikowski y le exigen a Krysiuk dejar de usar el nombre de la banda. Krysiuk ha declarado que apelará el fallo.
El 9 de septiembre de 2024, Krysiuk anunció que su banda ya no usaría el nombre "Batushka" y que ahora se llamarían "Patriarkh".

## Nombre
La palabra "Batushka" (cirílico ruso: Батюшка) es el equivalente titular de un hieromonje en la ortodoxia oriental o, en términos generales, de cualquier sacerdote ortodoxo. La transcripción utilizada por la banda es incorrecta, otra posible transcripción de "Батюшка" al latín sería "Batyushka".

## Historia
Batushka fue fundada en Białystok, Polonia, en la primavera de 2015 por el multiinstrumentista Krzysztof "Derph" Drabikowski en el estudio de su casa; Sphieratz Productions en Sobolewo, se le ocurrió la idea de combinar el black metal y las canciones litúrgicas tradicionales de la Iglesia Ortodoxa después de leer comentarios en videos de YouTube de música ortodoxa, diciendo que "los himnos de Dios son más metal que cualquier música satánica de black metal que haya".
A lo largo del primer trimestre de 2015, Drabikowski procedió a componer y grabar la música, escribir las letras, pintar la portada del álbum y crear el concepto general de la banda por sí mismo hasta que decidió traer a Marcin Bielemiuk para volver a grabar las partes de batería en percusión acústica. Drabikowski originalmente invitó a su amigo y excompañero de banda de Heuresis, Lech, a hacer las partes vocales, pero abandonó el proyecto porque no sabía cómo escribir antiguo eslavo eclesiástico.
En julio de 2015, antes de dar los toques finales al álbum, Drabikowski reclutó al vocalista de Hermh, Bartłomiej Krysiuk, para grabar las voces. El álbum se completó en los meses siguientes y Drabikowski convenció a Krysiuk y Bielemiuk de hacer de Batushka un proyecto anónimo, según Drabikowski esto se decidió para que los oyentes se centraran en la experiencia musical en sí, como tal y para el próximo año la formación de la banda permaneció desconocida para el público y comenzó a usar apodos en cirílico para ocultar aún más sus identidades.
El grupo lanzó el sencillo "Yekteniya VII" en noviembre de 2015, antes de su álbum debut "Литоургиіа (" Litourgiya ")  (Inglés: Lithurgy) en diciembre. Ambas grabaciones se publicaron a través de Witching Hour Productions, propiedad del vocalista Bartłomiej Krysiuk. El álbum fue aclamado por la crítica, con varios sitios nombrando a  Litourgiya  como uno de los mejores álbumes de metal de 2015, también se convirtió en un éxito comercial en la escena del metal polaco. El éxito abrumador del álbum llevó a la banda a comenzar a realizar giras debido a la gran demanda de varios festivales europeos. La formación en vivo de la banda contó con un total de 8 intérpretes: Drabikowski en la guitarra principal, Krysiuk en la voz principal y Bielemiuk en la batería junto con 3 coristas, un bajista y un guitarrista rítmico.
Después de algunas giras regionales, también se planearon conciertos en Rusia y Bielorrusia, pero se cancelaron debido a las protestas y supuestas amenazas de muerte contra ellos. Este incidente también puso fin al anonimato público de la formación principal de la banda desde que Drabikowski comenzó a hacer entrevistas para explicar la situación.
En 2016, junto con Behemoth y Bölzer, el grupo se embarcó en una gira de conciertos en Polonia llamada  Rzeczpospolita Niewierna  ( traducción al inglés: República de los Infieles). En 2017 actuaron en Wacken Open Air y Brutal Assault.
En octubre de 2017, la banda firmó con Metal Blade Records en los EE. UU. y relanzó Litourgiya en todo el mundo tanto en medios físicos como en plataformas digitales. Sin embargo, la firma de la banda se realizó sin el conocimiento y la participación del fundador y compositor principal Krzysztof Drabikowski.
En abril de 2018, Marcin Bielemiuk abandonó el proyecto por motivos no revelados. Un año después, el 24 de mayo de 2019, declaró en una publicación de Facebook que Drabikowski lo despidió después de criticar su actitud y comportamiento hacia él, Krysiuk y el resto de los artistas en vivo de la banda.

## División con miembros clave
El 23 de diciembre de 2018, Drabikowski anunció a través de la cuenta de Instagram Batushka que había decidido separarse del vocalista Bartłomiej Krysiuk "debido a un comportamiento inapropiado de su parte". En la misma publicación, Drabikowski declaró que "Hubo intentos de quitarme mi creación  Batushka " y que "el próximo álbum  Панихида  (Inglés: Requiem) no contará con su voz".
La semana siguiente, la publicación fue eliminada y una nueva publicación declaró que a Drabikowski "se le dijo a principios de este mes que no participaría en las actividades de Batushka a medida que avanzamos en 2019" y que todas las páginas operadas por él se cerrarían en función de un reclamo "basado en la propiedad intelectual y la propiedad de la marca registrada".
En una contrademanda, Drabikowski subió una declaración en video afirmando que Krysiuk lo había estado presionando para que lanzara el nuevo álbum y, cuando no estuvo de acuerdo, Krysiuk luego "contrató músicos para producir un álbum que planeaba lanzar como el nuevo disco de Batushka, detrás de [su espalda". También afirmó que había emprendido acciones legales, ya que su abogado le aconsejó que no dijera nada más y que las imágenes en el sitio web y la página de Facebook eran de Krysiuk y personas como su hijo haciéndose pasar por Batushka.
El 6 de mayo de 2019, Drabikowski publicó una actualización sobre los procedimientos judiciales, indicando que el tribunal decidió que Bartłomiej Krysiuk no puede realizar una gira con el nombre "Batushka" o lanzar nueva música con el nombre de "Batushka" hasta que finalicen los procedimientos. Debido a la incertidumbre del estado de la banda, las fechas de la gira se han comprometido a partir de junio de 2019 en adelante. Krysiuk también declaró que no tenía ninguna intención de cumplir con la decisión del tribunal. Un mes después, Krysiuk publicó una actualización en la que su equipo legal logró apelar una revocación de la decisión de la corte que le prohibía usar el apodo de "Batushka" para viajar y comercializar mientras el caso avanza, sin embargo, Drabikowski todavía puede usar el nombre de la banda. en diversas capacidades a pesar de los intentos de Krysiuk de censurarlo mediante prohibiciones y eliminaciones en Bandcamp y las redes sociales.
El 13 de mayo de 2019, Batushka de Drabikowski lanzó una canción a través de su propia cuenta de YouTube de su próximo álbum  Панихида  (Inglés: Requiem), llamado "Песнь I" (Inglés: Oda 1).
El 15 de mayo de 2019, Batushka de Krysiuk lanzó el primer sencillo a través de la cuenta de YouTube de Metal Blade de su próximo álbum  Господи  (inglés: God Almighty), llamado "Chapter I: The Emptiness - Polunosznica (Полунощница) ". Su álbum fue lanzado el 12 de julio de 2019.
Se hicieron videos musicales posteriores para las canciones "Wieczernia", "Liturgiya", "Utrenia" y "Pierwyj Czas", pero debido a la reacción violenta de los partidarios de Drabikowski, todos los videos musicales tenían los me gusta / no me gusta y las secciones de comentarios deshabilitadas en YouTube. Las publicaciones sobre Batushka en el Instagram de Metal Blade también tenían sus comentarios deshabilitados. Estas acciones provocaron aún más reacciones de los fanáticos.
El 27 de mayo de 2019, Batushka de Drabikowski lanzó un nuevo álbum de larga duración llamado  Панихида ("Panihida")  (Inglés: Requiem) y fue muy bien recibido tanto por la crítica como por los fanáticos.
El 12 de julio de 2019, Krysiuk's Batushka lanzó un álbum de larga duración llamado  Hospodi  (inglés: God Almighty), el álbum recibió críticas mixtas de los críticos y fue criticado por la gran mayoría de los fanáticos de la banda, con la mayoría de las críticas dirigidas a su "ilegitimidad" para usar el nombre Batushka.
A raíz de la disputa entre el público y el drama resultante entre Drabikowski y Krysiuk, varias bandas de parodias que utilizaban variaciones del nombre "Batushka" surgieron en línea como un meme generalizado, cada uno de los cuales también afirmaba ser el "verdadero Batushka", siendo el más notable "Batyushka". "un proyecto anónimo que afirma ser de Rusia y ser sacerdotes ortodoxos reales y adherirse al dogma ortodoxo. Su música es completamente instrumental y han lanzado de forma independiente más de una docena de álbumes en Bandcamp que fueron recibidos con indiferencia y molestia, así como con las burlas de los fanáticos de la banda real. Varias personas también señalaron cómo la música usa una caja de ritmos.
A pesar de la reacción del público, la versión de Krysiuk de la banda continúa de gira y tocar en varios festivales, en particular reemplazando a Dimmu Borgir en Bloodstock Open Air. Sin embargo, la mayoría de esos programas han sido mal recibidos y, según se informa, incluyen abucheos y cánticos de "Krzysztof" en un programa de 2019 en Polonia. El 6 de septiembre, Batushka de Krysiuk subió un tráiler de un documental titulado " Batushka : Descubriendo la verdad", sobre la disputa del nombre y la separación entre Krysiuk y Drabikowski. El anuncio fue nuevamente mal recibido por los fanáticos, con acusaciones de Krysiuk tratando de influir en la opinión pública a su favor, sin embargo, no se han revelado más actualizaciones o una fecha de lanzamiento desde el primer anuncio. En medio de la reacción violenta, la banda de Krysiuk canceló las giras por Australia y América del Norte con la banda polaca Hate. Si bien no se dio una razón oficial para lo primero, Krysiuk luego emitió un comunicado diciendo que ambas giras fueron canceladas debido a los costos de la batalla legal. Krysiuk luego declaró que la gira europea planeada continuaría y reveló planes para trabajar en nueva música, pero el 6 de enero, la gira europea se anunció que se pospondría indefinidamente debido a que un miembro no especificado de la banda de Krysiuk tuvo que "someterse a tratamiento médico". Se sospecha que los tres recorridos se cancelaron debido a la mala venta de entradas.
Después de un silencio prolongado, Krzysztof Drabikowski anunció el 9 de septiembre de 2019 que interpretará  Panihida  en vivo en su totalidad con una nueva alineación en el MonteRay Club en Kiev el 9 de noviembre de 2019, la actuación fue muy bien recibido y supuestamente fue un evento agotado para el lugar. Drabikowsky también ha expresado sus esperanzas de realizar una gira adecuada en 2020. A fines de octubre, se confirmaron varias fechas para la versión de Drabikowski de la gira europea de la banda, y tendrá lugar en 2020, con fechas confirmadas para el 3 de enero, en el República Checa, en el Barrack Club en Ostrava, el 4 de enero, en Austria, en Haufgasse en Viena, y también tocará en Wolfszeit Festi val del 27 al 29 de agosto en Alemania cerca de la ciudad de Crispendorf. Batushka de Drabikowski también se unió a Malevolent Creation en su gira europea de febrero a marzo de 2020; la gira fue un éxito con muchas entradas agotadas, sin embargo la gira se interrumpió el 11 de marzo, debido a la pandemia de COVID-19, las actuaciones programadas de la banda en Polonia fueron canceladas debido a preocupaciones de seguridad. El 19 de enero de 2020 se anunció que Batushka de Drabikowski también se presentará en el quinto "México Metal Fest" en Monterrey el 14 de noviembre de 2020. También se confirma que Batushka de Drabikowski actuará en el festival etnográfico y artesanal de Letonia Zobens un Lemess del 7 al 9 de agosto celebrado en los terrenos del castillo de Bauska.
El 29 de mayo de 2024, la corte de Varsovia falló, en primera instancia, a favor de Krzysztof Drabikowski y le prohibe a Krysiuk usar los nombres "Batushka" o "БАТЮШКА" sin la autorización de Drabikowski. Mientras Drabikowski anunció en sus redes sociales el veredicto y agradecía a sus fans, Krysiuk, en las redes sociales de su versión de Batushka, emitió un comunicado en el que expresa decepción por el fallo y promete apelar el mismo, así como la continuación de sus compromisos previos.

## Miembros
Hasta la disputa
- Христофор (Krzysztof "Derph" Drabikowski) - guitarras, bajo, voz, batería
- Варфоломей (Bartłomiej "Bart" Krysiuk) - voz principal

Anterior
- Мартин (Marcin "Beny" Bielemiuk) - batería (2015-2018)

Miembros en vivo hasta la disputa
- Błażej Kasprzak - coros (2016-2018)
- Черный Монах (Patryk G.) - coros (2016-2018)
- Jaca (Jacek Wiśniewski) - coros (2016-2018)
- Paluch (Artur Grassmann) - bajo (2016-2018)
- Wdowa (Paweł Wdowski) - guitarras (2016-2018)
- P. (Paweł Bartulewicz) - guitarras (2016)
- Artur Rumiński - guitarras (2017-2018)
- Jatzo (Jacek Łazarow) - batería (2018)

Батюшка
- Лех - voz (2018-presente)
- Черный Монах (Patryk G.) - coros (2018-presente)
- Jatzo (Jacek Łazarow) - batería (2018-presente)

Batushka de Krysiuk
- Paweł Jaroszewicz - batería (2018-presente)
- Paluch (Artur Grassmann) - bajo (2018-presente)
- P. (Paweł Bartulewicz) - guitarras (2018-presente)
- Błażej Kasprzak - coros (2018-presente)
- Jaca (Jacek Wiśniewski) - coros (2018-presente)
- Krzysztof Kingbein - batería (2019-presente)

## Discografía

### Álbumes de estudio
'Батюшка de Krzysztof' 
- Litourgiya  (Witching Hour Productions, 2015)
- Panihida  (Sphieratz Productions, 2019)

 'Batushka de Krysiuk' 
- Hospodi  (Metal Blade Records, 2019)
- Raskol  (EP, Witching Hour Productions, 2020)
- Black Liturgy  (álbum en vivo, Witching Hour Productions, 2020)
- Heavenly King  (EP, Witching Hour Productions, 2021)